# Prestes Maia
Francisco Prestes Maia (Amparo, 19 de março de 1896 – São Paulo, 26 de abril de 1965) foi um engenheiro civil, arquiteto, urbanista e político brasileiro.

## Biografia
Francisco Prestes Maia, filho de Manuel Azevedo Maia e de Carolina Prestes, nasceu no dia 19 de março de 1896 na cidade de Amparo (SP). 
Mudou-se para São Paulo com a família aos 11 anos, onde estudou no Colégio São Bento durante o primeiro e o segundo grau. 
Aos 15 anos, ingressou na Escola Politécnica da USP, onde se formou no curso de Engenharia e Arquitetura; anos mais tarde, voltou à instituição como professor, onde atuou por 10 anos.
Foi um dos urbanistas responsáveis pela consolidação da profissão no país e prefeito da cidade de São Paulo por dois períodos (1938-1945 e 1961-1965), além de Chefe de Secretaria de Viação e Obras da capital paulista na gestão de José Pires do Rio (1926-1930).
É autor do Plano de Avenidas de São Paulo, em parceria com o engenheiro João Florence de Ulhôa Cintra, que foi divulgado em 1930. Considerado um dos documentos cruciais do urbanismo brasileiro, o Plano definiu os padrões de expansão que prevaleceram até os anos 1990 na capital paulista.
Maia foi também membro de dois importantes institutos de engenharia no exterior: a Sociedade de Arquitetura de Lisboa e a Sociedade de Arquitetos do Uruguai, onde escreveu diversos trabalhos sobre urbanismo para a revista Investigações.

### Formação, carreira acadêmica e início da carreira política
Em 1917, formou-se engenheiro civil pela Escola Politécnica de São Paulo e iniciou suas atividades profissionais em um escritório de construção e negócios imobiliários.
No ano seguinte, foi nomeado Diretor de Obras Públicas na Secretaria de Viação e Obras Públicas do governo estadual, onde projetou e coordenou obras comemorativas do centenário da independência do Brasil, como a Avenida da Independência (atual Dom Pedro I) o paisagismo do entorno do Museu do Ipiranga, a construção do monumento à Independência e a retificação do córrego do Ipiranga.
Em 1922, montou um novo escritório de engenharia ao lado de Mário Whately, Modesto Costa Ferreira, e Antônio Smith Bayma, que realizou alguns projetos, como o Viaduto do Chá e reformas de residências na capital.
Em 1924, foi contratado como professor interino da POLI-USP, onde lecionou desenho geométrico e à mão livre, desenho arquitetônico e esboço do natural e desenho de perspectiva. 
Em 1927, foi efetivado como docente e permaneceu dando aulas na USP até 1937, quando se tornou proibida a acumulação de cargos públicos e ele resolveu dedicar-se à vida política.
Durante a gestão de José Pires do Rio (1926-1930), Maia foi chefe da Secretaria de Viação e Obras Públicas da Prefeitura de São Paulo. No cargo, foi encarregado pelo engenheiro João Florêncio de Ulhoa Cintra, sob a autorização do atual prefeito, de elaborar um novo plano urbanístico para a cidade. 
Assim surgiu, em 1930, o “Estudo de um Plano de Avenidas para a Cidade de São Paulo”, conhecido como Plano de Avenidas, que foi apresentado e premiado no 4º Congresso Pan-Americano de Arquitetos, realizado no Rio de Janeiro.
Ainda nesse ano, fundou com alguns colegas o Instituto Paulista de Arquitetos, do qual foi vice-presidente até o ano seguinte.
Em 1931, participou do 1º Congresso de Habitação do Instituto de Engenharia e, em 1932, foi convidado para escrever um parecer sobre o “Plano de Remodelação e Extensão da cidade de Recife”, elaborado pelo engenheiro Nestor de Figueiredo, propondo um sistema viário semelhante ao paulista, além da criação de uma Comissão da Cidade, formada por civis, e uma Comissão do Plano, composta por especialistas, para auxiliar na criação do novo sistema viário da capital de Pernambuco.
Em 1934, foi convidado pela Secretaria de Estado da Viação e Obras Públicas de São Paulo para auxiliar na remodelação urbana de Campinas, onde também propôs um sistema viário parecido com o de São Paulo, apesar do forte impacto da ferrovia na região, que ainda era mais rural do que industrial.
Ainda em 1934, com a finalidade de elaborar o Plano Geral da Cidade e apontar soluções para os problemas da capital, Maia ajudou na fundação da Sociedade Amigos da Cidade, da qual foi o primeiro presidente. Era uma sociedade fechada, formada a partir de indicações de membros que precisavam ser aprovados por todos os participantes. 
Composta basicamente pela elite paulista, tanto política, quanto econômica e intelectual, a Sociedade atuou na intermediação entre moradores da cidade e a Prefeitura, levando suas reivindicações, como a melhoria de uma praça, por exemplo, para os governantes. Ela foi a responsável pela instauração, junto à prefeitura, da Comissão do Plano Geral da Cidade, que abriu caminho para a implantação do Plano de Avenidas criado por Prestes Maia. Também foi na Sociedade Amigos da Cidade que ele conheceu políticos, profissionais liberais, empresários, artistas e pessoas influentes que foram importantes para sua carreira política nas décadas seguintes.

### O Plano de Avenidas

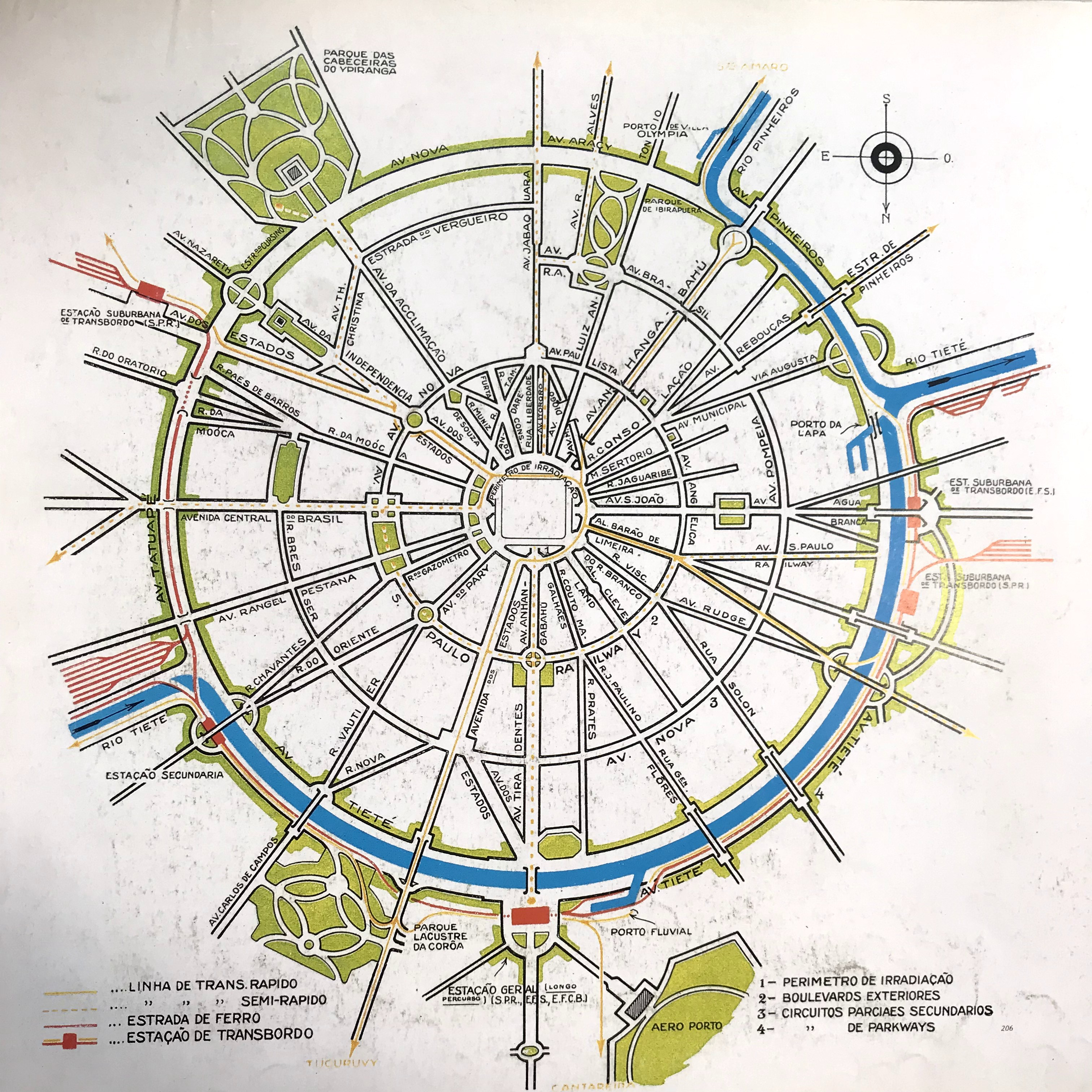
Esquema teórico do Plano de Avenidas de São Paulo. Foto: Fernando Oda

O Plano, criado por Prestes Maia e Ulhôa Cintra, é um projeto urbanístico para a cidade de São Paulo, que estruturou o crescimento do município nas décadas seguintes. Publicado pela editora Melhoramentos, foi divulgado em um livro de 365 páginas, com fotos e desenhos. 
Foi a principal proposta urbanística para a capital paulista até aquele momento, sendo a primeira vez que a cidade foi pensada como um todo, incluindo as áreas periféricas, e não apenas uma visão que se restringia à área central. O projeto ainda afirma que os recursos financeiros para a realização das obras devem ser provenientes de fundos públicos, ignorando uma possível participação da iniciativa privada, e defende a intervenção do Estado para gerir o uso comum e o uso privado da cidade, como no caso das desapropriações necessárias às reformas.
O Plano estabeleceu uma completa remodelação do centro urbano, com aberturas de avenidas de 35 a 50 metros de largura, como as avenidas Mercúrio, Senador Queirós, Ipiranga e São Luis, além das ruas Maria Paula e Rangel Pestana e as praças Clóvis Bevilacqua e João Mendes. 
Havia também uma parte do projeto dedicada às marginais dos rios Tietê e Pinheiros e outra que previa o remanejamento das linhas São Paulo Railway (a Santos-Jundiaí) e a Sorocabana-Fepasa para a margem direita do rio Tietê, onde hoje está localizado o Terminal Rodoviário do Tietê, e a construção de uma grande estação ferroviária no local, mas esse último objetivo não foi executado na época.
Para o urbanista, o objetivo do Plano de Avenidas era orientar e garantir o bom funcionamento da cidade. Assim, os dez capítulos do livro se dividem entre "legislação", "soluções viárias", "transportes" e "complementos" diversos, buscando dar conta dessa missão. 
Um importante ponto do Plano é o “perímetro de irradiação”, conceito criado por Cintra: um circuito de novas e amplas avenidas e viadutos na região da Praça da República, pretendendo ao mesmo tempo embelezar o bairro e ser uma solução viária, já que receberia o fluxo das “vias radiais” antes que ele chegue ao centro, impedindo o congestionamento da região.
Outro importante ponto do sistema viário desenvolvido por Prestes Maia é o chamado “Sistema Y”, com a construção de avenidas radiais que interligassem a cidade, atravessando o centro na direção norte-sul: as avenidas Tiradentes e Prestes Maia. E bifurcando-se em duas avenidas de fundo de vale na vertente sul: as avenidas 9 de Julho e 23 de Maio. O plano também incluía um segundo perímetro de irradiação, que hoje são as ruas Amaral Gurgel e Mauá e a avenida Duque de Caxias.
As ideias de Maia para a expansão da metrópole opõem-se a outro importante urbanista paulista, Luis Inácio de Anhaia Mello (1891-1974), que defende a ideia de um controle do crescimento urbano por meio de um anel verde em torno da cidade, e ao padre dominicano francês Joseph-Louis Lebret, também um importante nome do urbanismo local, que criou uma linha de planejamento urbana atrelada à questão social.
A Revolução de 1930 mudou a conjuntura política da época e o projeto, que tinha sido apresentado à Câmara, precisou esperar alguns anos para ser colocado em prática.
Apesar de algumas das ideias de Maia terem sido aplicadas no governo do prefeito Fábio Prado, entre 1934 e 1938, foi somente quando Prestes Maia assumiu a prefeitura de São Paulo, em 1938, que o plano começou a ser realmente executado. 
Durante seu mandato, ele conseguiu realizar diversas obras que constavam no Plano, como urbanizar o Vale do Anhangabaú, construir o Estádio do Pacaembu, o Viaduto Jacareí, a Ponte das Bandeiras e o túnel da avenida 9 de Julho, além de alargar a rua Xavier de Toledo e as avenidas Liberdade, Vieira de Carvalho e Pacaembu.

### Primeira gestão na prefeitura de São Paulo

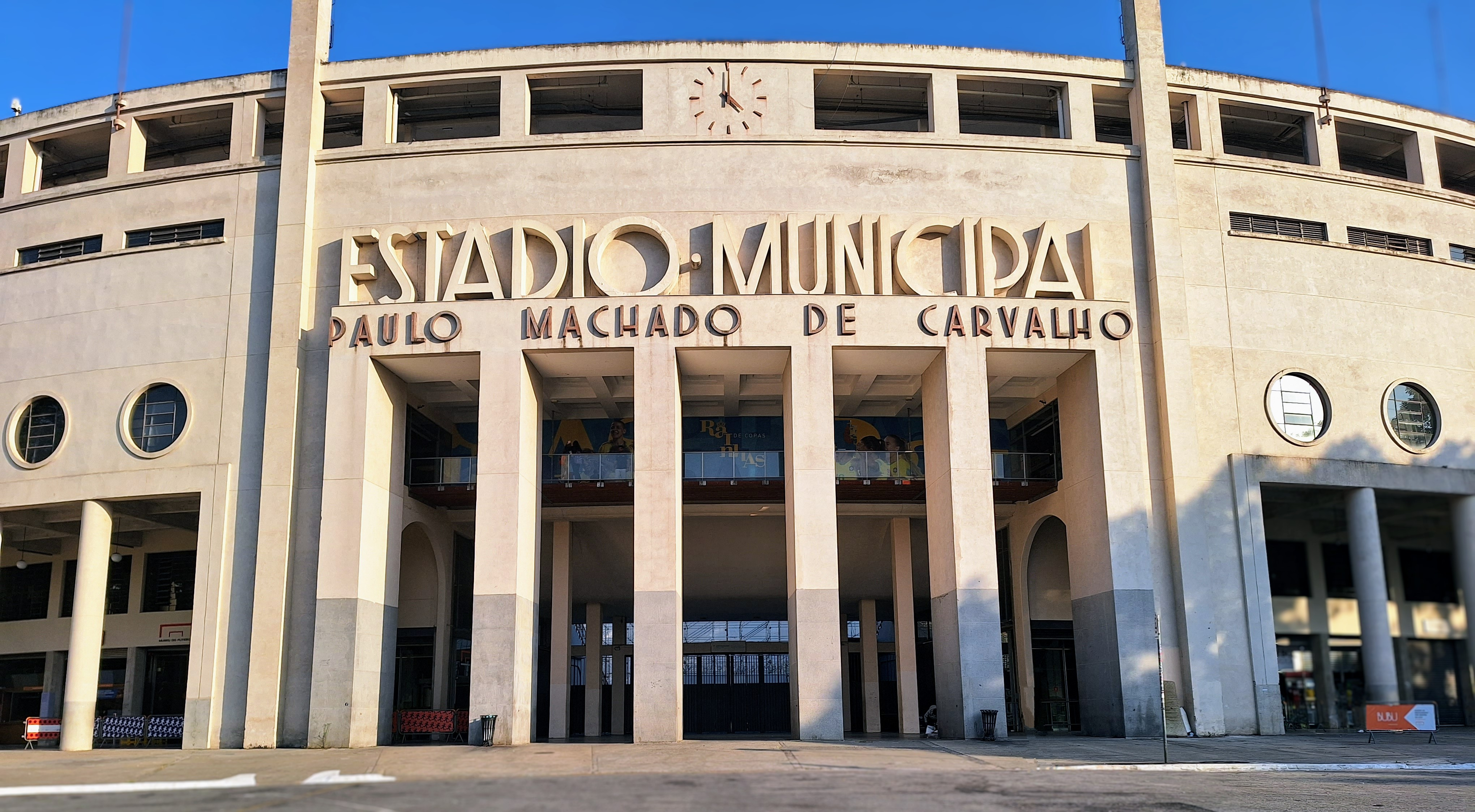
Fachada do Estádio do Pacaembu, inaugurado por Prestes Maia.

Inauguração do Pacaembu, 27 de abril de 1940.

Em 1938, durante o Estado Novo, regime instaurado por Getúlio Vargas através de um golpe de Estado, foi nomeado prefeito da capital paulista pelo interventor federal Ademar de Barros. 
Permaneceu no cargo até 27 de outubro de 1945, dois dias antes da queda do regime. 
Com as finanças da cidade estabilizadas e um governo forte que permitiu a realização das obras necessárias, Prestes Maia conseguiu promover uma transformação profunda na estrutura da capital paulista, que vivia uma fase de intensa industrialização, e na comunicação entre os bairros e o centro da cidade, graças as avenidas largas, pontes e viadutos construídas durante seu governo, que interligaram essas regiões e propiciaram um salto de desenvolvimento econômico na década seguinte.
Nesse período, conseguiu iniciar a implantação de seu Plano de Avenidas; continuou a construção do Estádio Municipal do Pacaembu; construiu a Ponte das Bandeiras, a Galeria Prestes Maia e vários viadutos pela cidade; construiu as importantes avenidas 9 de Julho, 23 de Maio e Radial Norte, atual Prestes Maia, eixos viários que estruturaram o crescimento da cidade; criou a Divisão de Rios e Águas Pluviais e iniciou a retificação do rio Tietê, o que possibilitou que 17 km² de terras da várzea do rio pudessem ser utilizadas para a construção da Marginal Tietê. 
Como prefeito, ainda criou a Comissão de Estudos de Transportes Coletivos, em 1939, que se transformaria anos mais tarde na Companhia Metropolitana de Transportes Coletivos (CMTC). 
Também propôs alterações no Código de Obras do Município em relação às edificações da zona central e participou do júri de ideias para a Cidade Universitária. 
Após deixar a prefeitura, retornou à Secretaria de Viação e Obras Públicas como Diretor de Obras Públicas e continuou com seu escritório, elaborando planos urbanísticos para várias cidades, como Santos, Belo Horizonte, Campos do Jordão, Curitiba, Votuporanga, Ribeirão Preto, Campinas, Poços de Caldas, Recife, Londrina e Santo André, além de esboçar planos para cidades inteiras como Cristo Rei (RJ), Jardim Umuarama (Go) e Panorama (SP).

### Tentativas de voltar ao poder

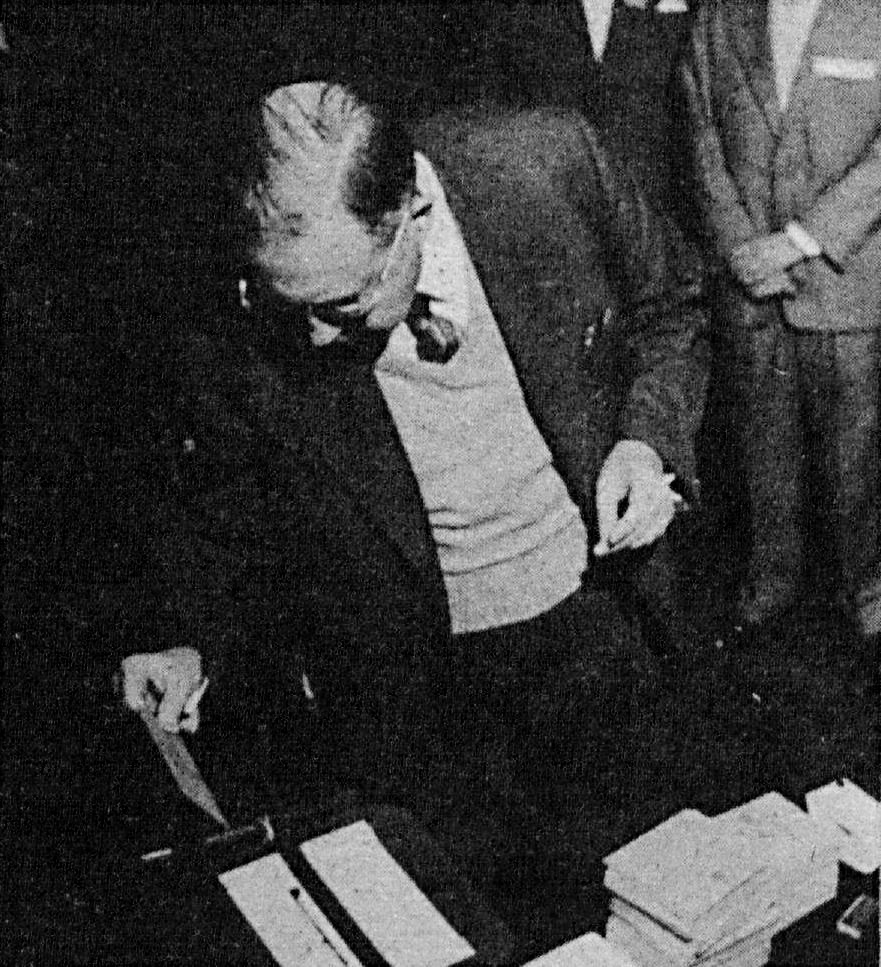
Prestes Maia coloca seu voto na urna nas eleições de 1954, quando foi candidato ao governo estadual.

Anos mais tarde, disputou duas eleições ao governo de São Paulo, em 1950 e em 1954, mas não conseguiu se eleger em nenhuma delas. Na primeira, foi o candidato da União Democrática Nacional (UDN) e enfrentou Lucas Nogueira Garcez, lançado pelo Partido Social Progressista (PSP) e apoiado pelo Partido Trabalhista Brasileiro (PTB), e Hugo Borghi, do Partido Trabalhista Nacional (PTN). 
Ficou em último lugar com 350 732 votos, contra 404 736 de Borghi e 472 863 de Nogueira Garcez, que saiu vitorioso. 
Na segunda tentativa, foi o candidato de uma união interpartidária articulada pelo próprio governador Nogueira Garcez, do qual faziam parte a maioria do PTB e os partidos Social Democrático (PSD), Republicano (PR), Democrata Cristão (PDC) e de Representação Popular (PRP), e, embora não integrasse o esquema de Nogueira Garcez, a UDN também apoiou Maia. 
Ele disputou as eleições com Wladimir de Toledo Piza, do PTB, Ademar de Barros, do PSP, e Jânio Quadros, lançado pelo PTN e pelo Socialista Brasileiro (PSB). 
Jânio venceu com 660 264 votos, contra 641 960 de Ademar, 492 518 de Prestes Maia e 79 783 de Toledo Piza. Na gestão de Jânio Quadros, Maia foi membro da Comissão do Plano do Município e participou da comissão criada pela prefeitura da capital para estudar um sistema metropolitano de transportes coletivos e da elaboração do “Anteprojeto para um Sistema de Transporte Rápido para a Cidade de São Paulo”, cuja implantação foi vetada pela Câmara Municipal.
Em 1957, disputou a prefeitura da capital, com o apoio de Jânio Quadros, da UDN e do PTB. Seus adversários foram Ademar de Barros, do PSP, que saiu vitorioso com 408 766 votos, e Oscar Pedroso Horta, do Partido Republicano Trabalhista (PRT), que recebeu 11 342 votos. Prestes Maia recebeu 376 310 votos e foi derrotado mais uma vez.

### Segunda gestão na prefeitura de São Paulo
Somente em 1961, Prestes Maia conseguiu sair vitorioso das eleições: com o apoio de Carvalho Pinto, governador do estado, foi eleito prefeito de São Paulo, derrotando Emílio Carlos, candidato do PTN, e Cantídio Sampaio, do PSP. 
Durante seu mandato, empenhou-se em normalizar as finanças do município, conseguindo aumentar a arrecadação e terminar seu governo com um superávit de cerca de quinhentos milhões de cruzeiros. 
Além disso, conseguiu mobilizar o país em uma campanha que resultou na alteração do artigo 20 da Constituição, que excluía as capitais da restituição de 30% sobre os impostos arrecadados nela, diferente dos demais municípios. Para Maia, essa distribuição prejudicava todas as capitais do país, inclusive a paulista, e impossibilitava a implementação de obras necessárias a elas.
Sua segunda gestão deixou ainda um importante acervo de obras, como a Ponte do Piqueri, o Viaduto Pacheco Chaves e a Ponte Eusébio Matoso. Maia também iniciou as obras no Paço Municipal, no Museu de Arte localizado no Trianon e no novo pavilhão do Hospital Municipal, além de ter dado prosseguimento à retificação do rio Tietê e implementado um programa de pavimentação e drenagem em bairros periféricos.
Foi mantido em seu cargo após o golpe militar de 1964, graças ao apoio do governador paulista Ademar de Barros, mas faleceu no dia 26 de abril de 1965 e foi substituído no cargo por José Vicente Faria Lima.

## Legado

### Homenagens

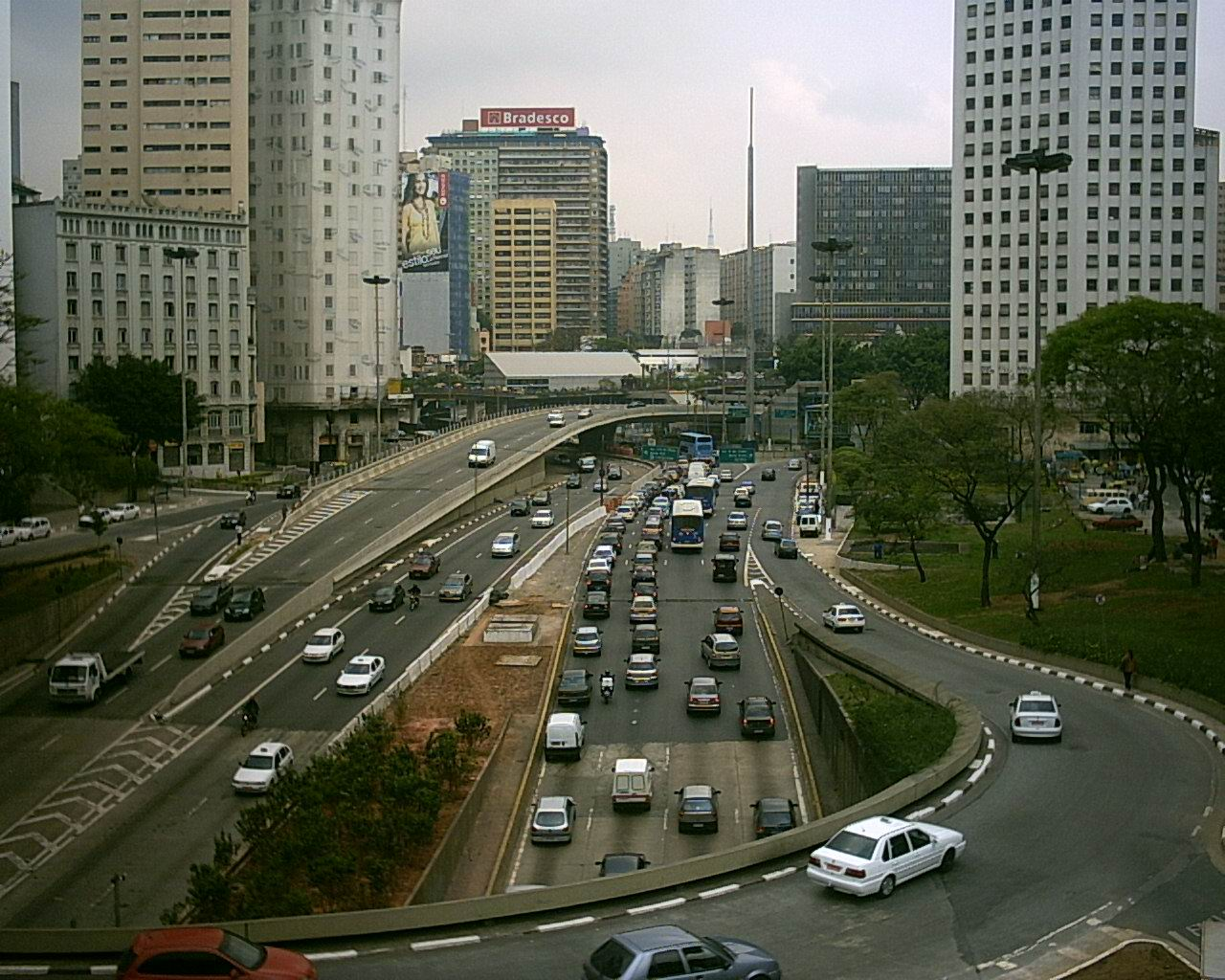
Trânsito na Avenida Prestes Maia.

O nome de Prestes Maia foi utilizado para homenagear diversas vias públicas, construções (como o Edifício Prestes Maia), galerias e outras entidades ao longo dos anos. Na região central da capital, as antigas Avenida da Luz, Avenida Anhagabaú e Avenida Itororó foram unificadas em 1965 sob o nome de Avenida Prestes Maia. O nome Rodovia Prestes Maia também foi aplicado até 2001 para designar a BR-101, maior rodovia brasileira, quando foi renomeada em homenagem a Mário Covas.
Dentre outros municípios com vias públicas a quem foi dado o nome de Prestes Maia, estão Amparo, Campinas, Santo André, São Bernardo do Campo, Diadema, Caraguatatuba, Panorama, Araçatuba, Votuporanga, Osasco, Carapicuíba, Guarujá e São Vicente.

### Biblioteca Municipal Francisco Prestes Maia
Prestes Maia deixou um acervo de mais de 12 mil livros que hoje pertencem a Biblioteca Municipal Francisco Prestes Maia, em Santo Amaro. 
No acervo, existem livros sobre literatura, história, arquitetura, filosofia, estética, finanças, teatro e política e edições raras de revistas francesas e italianas sobre construção, serralheria, decoração e tapeçaria, além de relatórios, plantas e projetos que ele criou para São Paulo e outras cidades brasileiras, medalhas, prêmios e objetos pessoais do engenheiro-arquiteto.

### Repercussão do "Plano de Avenidas" em 2022
Na eleição para Governador de São Paulo em 2022, ambos os candidatos que concorriam ao segundo turno foram questionados em entrevista sobre o "Plano das Avenidas" de Prestes Maia. O governador eleito Tarcísio de Freitas afirmou desconhecer o engenheiro, enquanto que o candidato Fernando Haddad comentou sobre o projeto e seu contraste com aquele proposto por Saturnino de Brito, demonstrando um conhecimento sobre a história da cidade que teve grande repercussão na internet.